# Seč (Słowenia)
Seč – wieś w Słowenii, w gminie Kočevje. W 2018 roku liczyła 10 mieszkańców.